# Evaristo Carriego
Œuvres principales
- Misas herejes 1908
- Poemas Póstumos 1913

Evaristo Francisco Estanislao Carriego, connu sous le nom d’Evaristo Carriego (Paraná, province d’Entre Ríos, Argentine, 1883 - Buenos Aires, 1912) était un poète, nouvelliste et journaliste argentin.
Menant une vie de bohème à Buenos Aires et fréquentant les milieux artistiques rioplatenses de la première décennie du XXe siècle, il acquit la notoriété littéraire d’abord en publiant des poèmes dans la revue hebdomadaire Caras y Caretas, puis en faisant paraître en 1908 un recueil de poèmes, Misas herejes (littér. Messes hérétiques), qui demeurait empreint d’influences baudelairiennes et symbolistes et portait la marque du modernisme latino-américain, mais qui lui valut une grande popularité. Une section de ce recueil, El Alma del suburbio (littér. l’Âme du faubourg), anticipait la seconde manière du poète, celle des Poemas póstumos (les Poèmes posthumes), publiés après sa mort prématurée. Ce deuxième Carriego s’attacha à explorer les possibilités lyriques du faubourg (plus spécialement du quartier portègne de Palermo, où il vécut), mettant en scène désormais une sorte de mythologie personnelle, liée à la banlieue italo-criolla de Buenos Aires, avec son cortège de gandins, ses cafés, ses habitants ordinaires (souvent féminins), avec leur quotidienneté banale et tragique, et dépeignant toute une époque, une topographie, un ressentir humain particuliers, dans une perspective résolument narrative. Les poèmes de cette seconde manière, qui montrent une prédilection pour la forme du sonnet, et où Carriego adopta le parti pris de produire de la poésie à partir de ce qu’il y a de plus immédiat et de plus quotidien, eurent un retentissement décisif pour la poésie porteñiste ultérieure, et sont à la base du mythe de Carriego comme « poète du faubourg », « poète des humbles », et « poète de Palermo », et, certains poèmes ayant été mis en musique notamment par Astor Piazzolla, aussi de sa renommée comme parolier de tangos ‒ mythe qui sera pérennisé plus tard par un essai célèbre de Jorge Luis Borges paru en 1930.

« Qui n’avait pas lu Carriego ? Nul, parmi nos poètes cultivés, nos artistes, ne le dépassait en popularité. Ses vers simples et imprégnés de sentiment étaient entrés avec Caras y Caretas dans tous les foyers. »

— Revue Nosotros, no 43, novembre 1912.

## Biographie
Evaristo Carriego était issu d’une importante famille d’Entre Ríos, d’implantation locale très ancienne, et qui comprenait notamment des descendants du Sévillan Hernán Mejía de Mirabal (surnommé El Bravo), l’un des cofondateurs d’El Barco, éphémère foyer de peuplement, que son principal fondateur Juan Núñez de Prado dut ensuite déplacer vers l’emplacement de l’actuelle Santiago del Estero. Carriego eut pour parents Nicanor Evaristo Carriego Ramírez et María de los Ángeles Giorello. Son grand-père paternel, José Evaristo Carriego de la Torre, que Carriego évoque dans un de ses récits, intitulé Recuerdo de mi tiempo, était un journaliste très polémique, guerrier et membre disputeur du parlement de Paraná : « Lorsque l’assemblée législative du Paraná résolut d’élever une statue à Justo José de Urquiza du vivant de celui-ci, le seul député qui protesta fut le docteur Carriego, dans un discours de grande beauté quoique inutile... ».

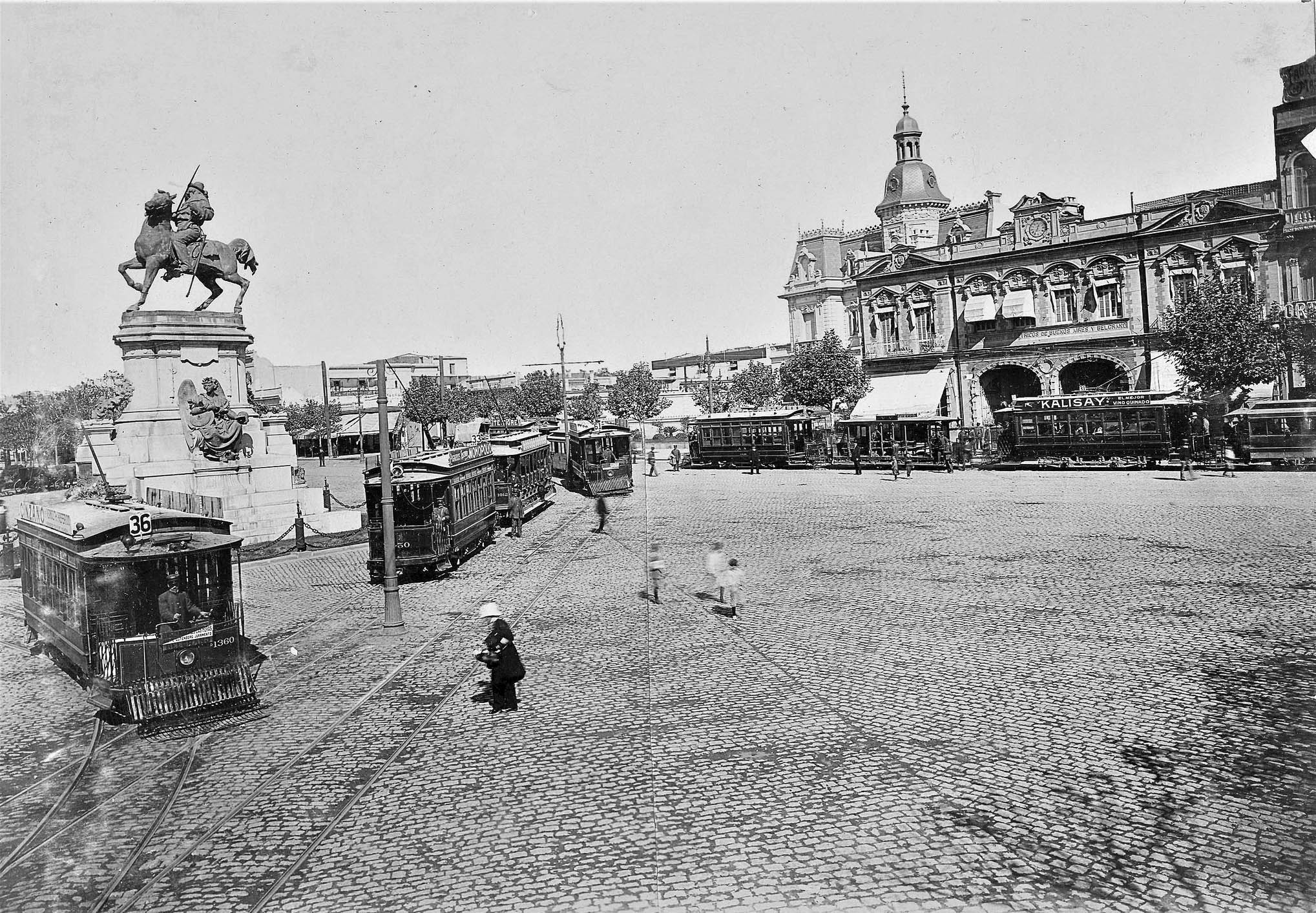
Plaza Italia, dans le quartier de Palermo, au début du XXe siècle.

Enfant encore, Carriego déménagea avec toute sa famille à Buenos Aires, dans le quartier de Palermo (le barrio de compadritos, « quartier des mirliflores »), dans la rue Honduras, entre les rues Bulnes et Mario Bravo. Son existence s’écoula depuis lors de façon linéaire, sans heurts, sans événements mémorables, entre certaines tendresses intimes, l’amour d’une fille défunte, et quelques amis sûrs ; cependant, selon Jorge Luis Borges, on ne lui connaissait pas d’amourettes, si ce n’est le souvenir que ses frères ont gardé d’une femme en deuil qui avait coutume d’attendre sur le trottoir et qui demandait au premier gamin venu d’aller le chercher. Il fréquenta des rédactions de presse et des revues, dont quelques-unes anarchistes — ou anarchisantes, comme devait s’autoqualifier Carriego dans l’une de ses nouvelles —, notamment la revue La Protesta. C’est là qu’il fit la connaissance de Juan Más y Pi, lequel, avec Marcelo del Mazo, lui deviendra un ami proche et compréhensif. Ce furent des années passées à discuter sur des idées importées et sur la littérature alors en train de se faire : « [...] le centre si curieux », dira Más y Pi, « qui se constituait au sein de la redaction de La Protesta, qui était alors un journal anarchiste, simple d’idées, où l’on faisait davantage de littérature que d’acratie, et où l’enchantement d’une belle phrase valait plus que toutes les assertions de Kropotkine ou de Jean Grave ». Borges le connut dans son enfance, car Carriego, ami intime de son père Jorge Borges, « ne manquait jamais de passer chez [nous] à la maison le dimanche, quand il était de retour de l’hippodrome ».
Il fut initié à la franc-maçonnerie le 3 juillet 1906 à la loge Esperanza no 111, en même temps que Florencio Sánchez, l’auteur de M’hijo el dotor et inventeur du terme Canillita pour désigner les vendeurs de journaux.
Carriego vécut à Buenos Aires avec la certitude d’être poète et animé du besoin de reconnaissance : « il imposait ses vers dans le café », se rappela Jorge Luis Borges, « faisant pencher la conversation vers des sujets proches de ceux qu’il avait versifiés ». Il baignait dans le milieu littéraire de la première décennie du XXe siècle, fréquentait les cafés célèbres, restait éveillé jusqu’à l’aube dans les réunions d’écrivains, mais s’en éloignera peu à peu, comme s’en retournant vers un centre unique d’intérêt : « Au lieu d’élargir chaque jour davantage son champ d’observation », écrit Borges, « Carriego paraissait se complaire à le rétrécir », s’exclamant un jour dans l’ardeur d’une discussion que « le cœur d’une fille qui souffre me suffit bien ». Sa vie se composa ainsi à l’instar de sa poésie, à partir d’éléments primaires et simples — vie du reste brève : le poète, qui passait généralement pour phtisique, mourut le 13 octobre 1912 d’une appendicite, à l’âge de 29 ans. Il est inhumé dans le cimetière de la Chacarita à Buenos Aires

### Vie de Bohème

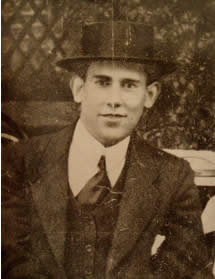
Evaristo Carriego.

Carriego appartenait à la génération qui, rudimentairement, tenta de mettre sur pied son propre petit univers littéraire (et de le maintenir debout parmi les petits univers antérieurs, et économiquement plus durables, du théâtre et du journalisme) en s’affublant du costume d’écrivain moderne, et en suivant les consignes des Scènes de la vie de bohème d’Henri Murger, des Rares de Rubén Darío, ou du Livre des masques de Remy de Gourmont. Pour cette génération, composer des poèmes, les déclamer à la table d’un café entre amis qui eux-mêmes écrivaient des poèmes (ou contribuaient à des journaux, faisaient des études, fondaient des revues, etc.), c’était faire figure de bohémien ; du reste, la bohème rioplatense semblait ne pas pouvoir se dispenser de la présence vivante de Français, de descendants de Français, ou de « Français approximatifs » qui, en tant qu’intervenants de premier ou de second plan, étaient censés donner de la crédibilité à sa scène artistique.
Carriego n’a jamais travaillé, à telle enseigne que ses biographes ont pu dire que sa vie monotone de désœuvré ne se prêtait pas à la biographie. Le journaliste et essayiste José Gabriel, auteur d’une biographie de Carriego sous le titre Una vida simple, indique que Carriego « employait sa vie à bavarder, à écrire, à dormir... ». Jorge Luis Borges, qui consacra un essai au poète, écrivit que « ses journées n’étaient qu’une seule journée ». Il se levait vers midi, déjeunait, sortait (toujours tout de noir vêtu) se promener dans les jardins de Palermo, se rendait dans un bar du quartier, visitait les amis, allait au café Los Inmortales, La Brasileña, passait à la redaction de La Protesta, de Última Hora, de Papel y Tinta, ou de La Nación, retournait chez lui, dînait, sortait à nouveau pour aller au bistrot, etc. Il avait coutume d’écrire à l’heure de la sieste. Les dimanches, il fréquentait l’hippodrome. Voilà à quoi pourrait se résumer son existence. 
Il avait tenté d’entrer au Collège militaire, mais avait été recalé à l’examen médical, et n’aurait ensuite même plus fait l’effort de se trouver quelque sinécure. Il contribua à des journaux et revues sans toutefois exercer le métier de journaliste de façon régulière. Son farniente équivalait cependant à mener une vie littéraire selon certaine définition de la bohème qui impliquait une attitude ambiguë vis-à-vis du travail et de la production littéraire. La bohème imprégnait sa vie aussi bien que ses poèmes ; il dédia une de ses œuvres à Carlos de Soussens et une autre à Soiza Reilly, tous deux exposants de la bohème rioplatense, et le mot bohème est l’un des adjectifs les plus fréquents dans sa poésie, au même titre que ses obreritas (petites ouvrières, midinettes), ses francesitas (petites Françaises), ses Mimis et ses Musettes,.

### Carrière littéraire et hommages
Carriego commença à composer des poèmes relativement tard, vers l’âge de vingt ans. Cependant, par la suite, c’est-à-dire aux alentours de 1904, il eut une participation pleine et directe à la vie littéraire de Buenos Aires. Ainsi que le nota Juan Mas y Pi : 

« Pendant que les autres se mettaient en retrait ou cherchaient un naturel cloîtrement dans tel groupe déterminé, Carriego se trouvait dans tous les groupes et vivait avec tous. Le café Los Inmortales et le souterrain du Royal Keller, la Brasileña et le Bar Luzio, le voyaient se rendre chez eux avec assiduité. Il fréquenta la rédaction de La Nación et celle de Última Hora. Il ne dédaignait pas les groupes modestes de débutants et était accueilli dans les plus hauts. L’on peut dire que nul ne pénétrait plus facilement que lui dans tous les milieux, nul ne savait se faire accepter avec plus de promptitude. »

— Juan Mas y Pi

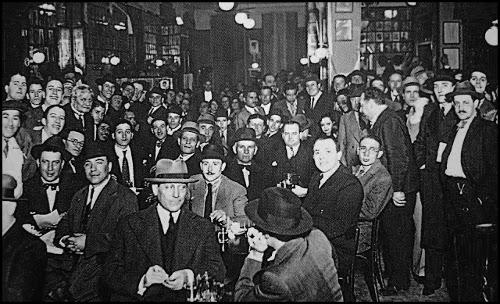
Café Los Inmortales, que fréquenta assidûment Evaristo Carriego.

En 1906, il se mit à publier des poèmes dans l’hebdomadaire satirique Caras y Caretas, ce qui lui apporta sa première consécration, car ses vers devinrent aussitôt populaires, en plus de lui procurer des revenus. En 1908, il fit paraître le recueil Misas herejes (littér. Messes hérétiques), publication qui, parrainée par la revue Nosotros, lui valut tous les éloges ‒ et une deuxième consécration.
À sa mort en 1912, Carriego reçut, en guise de troisième consécration, les honneurs dus aux jeunes poètes décédés, sous forme d’hommages et d’articles nécrologiques. Ses poésies complètes furent publiées une première fois en 1913 à Barcelone, puis en 1917 à Buenos Aires. L’essayiste et journaliste José Gabriel lui voua un ouvrage en 1921, et Jorge Luis Borges un autre en 1930. José Gabriel s’ingénia à couper Carriego en deux : le jeune poète débutant, moderniste et éclectique, d’une part, et celui de La canción del barrio, d’autre part. Ce second et dernier Carriego, qui avait chanté et raconté le faubourg en donnant la parole aux personnages faubouriens eux-mêmes, prolongea en quelque sorte, jusqu’à l’orée de la ville, ce que la poésie gauchesque avait été pour la campagne. Borges pour sa part, d’accord avec la première subdivision opérée par José Gabriel, en ajouta plusieurs autres, dont en particulier la démarcation entre le Carriego observateur du quartier (dans les poèmes El alma del suburbio, El guapo, En el barrio) et celui de la « larmoyante esthétique socialiste » (qui aurait entaché les poèmes Hay que cuidarla mucho, hermana, mucho, Lo que dicen los vecinos, Mamboretá).
Une rue de Buenos Aires dans le quartier de Palermo a été baptisée à son nom. La Milonga carrieguera dans l'opéra-tango María de Buenos Aires d’Astor Piazzolla ainsi qu’un tango composé par Eduardo Rovira ont été intitulés en hommage au poète.

« Carriego fut l’homme qui découvrit les possibilités littéraires des faubourgs déchus et misérables de la ville : le Palermo de mon enfance. Sa carrière suivit la même évolution que le tango : entraînant, audacieux et valeureux au début, puis changé en sentimental. En 1912, quand il avait 29 ans, il mourut de tuberculose, laissant un seul livre publié [les Messes hérétiques]. Je me souviens que l’exemplaire, dédicacé à mon père, était l’un des différents livres argentins que nous avions emportés à Genève et que là-bas je lus et relus. »

— Jorge Luis Borges, Autobiografía
Le poème La costurerita que dio aquel mal paso inspira le film muet argentin homonyme, tourné en noir et blanc par José Agustín Ferreyra en 1926, avec María Turgenova et Felipe Farah dans les rôles principaux.

## Œuvre
En publiant en 1908 son premier livre de poésies, Misas herejes (littér. Messes hérétiques), Carriego commença sa carrière poétique en cristallisant les inévitables influences que le titre même laissait déjà présager : celle du satanisme alors en vogue, d’inspiration baudelairienne, se traduisant notamment par une réduction ad absurdum du mysticisme par le paradoxe, avec messes et hérésies ; le recueil, divisé en cinq sections, consiste presque entièrement en pastiches littéraires et en rhétorique d’école, en se voulant résolument moderniste. Suivirent El alma del suburbio (« l’Âme du faubourg ») et La canción del barrio, dans lequel se retrouvent tous les archétypes qui constitueront sa mythologie personnelle et portègne, en liaison avec le tango, et où sont mis en scène gandins, bistrots, faubourgs, etc.

### Éditions
Une première édition des Poesías completas de Carriego parut à Barcelone en 1913. Cette première édition, bientôt suivie et confirmée en 1917 par celle publiée à Buenos Aires dans la collection La Cultura Argentina de José Ingenieros, avait été apprêtée, à titre d’hommage, par son frère Enrique et ses amis Marcelino del Mazo et Juan Mas y Pi, et partageait les poésies de Carriego en deux recueils. Le premier, Misas herejes, ne faisait que reproduire l’édition de 1908, publiée du vivant de Carriego. Le second, Poemas póstumos, était destiné à accueillir la collection de poèmes, mise en ordre par Carriego mais dépourvue encore d’un titre général, que l’auteur avait laissée à sa mort ; il était à son tour subdivisé en six sections, qui, à la différence des cinq sections de Misas herejes, étaient numérotées. L’édition des Œuvres complètes est structurée ainsi que suit (nous donnons entre parenthèses la traduction littérale des titres) :
Misas herejes
- Viejos sermones (Vieux Sermons)
- Envíos (Envois)
- Ofertorios galantes (Offertoires galants)
- El alma del suburbio (l’Âme du faubourg)
- Ritos en la sombra (Rites dans l’ombre)

Poemas póstumos
- I. La canción del barrio (la Chanson du quartier)
- II. La costurerita que dio aquel mal paso (la Cousette qui fit ce mauvais pas)
- III. Íntimas (Intimes)
- IV. Envíos (Envois)
- V. Leyendo a Dumas (En lisant Dumas)
- VI. Interior (Intérieur)

Les sections I, II et VI du deuxième livre figurent comme l’extension de El alma del suburbio et contiennent ce qui deviendra la thématique et la tonalité finales de Carriego. La section V, Leyendo a Dumas, anomalie solitaire tranchant avec le reste, est à ranger à part. La IV, Envíos, sont des poèmes de courtoisie, des révérences, saluts ou adieux en vers, et se raccorde à la section Envíos du premier tome. La III, Íntimas, est la section la plus aboutie, composée de seulement huit sonnets, tous hendécasyllabiques (c’est-à-dire à onze syllabes). Aussi l’ordonnance du recueil Poemas póstumos apparaît cohérente avec celle de Misas herejes, et surtout, lui est analogue. Les deux tomes s’imbriquent ainsi l’un à l’autre, et la différence entre le premier et le second tome réside en ceci que le second amplifie, comme en accomplissant longuement une promesse, la section El alma del suburbio du premier.

### Prosodie
Il semble que Carriego ait fini par trouver sa forme poétique dans le sonnet. Dans Misas herejes, il n’en avait inclus que huit sur les 47 poèmes, et la section El alma del suburbio n’en comportait même aucun. Les soixante Poemas póstumos, en revanche, en comptent 33. Les sections La canción del barrio et La costurerita que dio aquel mal paso se composent quasi intégralement de sonnets, et la section Íntimas, très homogène, est une collection de sonnets. D’autre part, dans ce second recueil, Carriego entreprit d’expérimenter différentes variations prosodiques. Presque tous les sonnets de Misas herejes consistaient en vers hendécasyllabiques, où les quatrains présentent le schéma traditionnel ABBA:ABBA. La presque totalité des sonnets des Poemas póstumos s’appuient au contraire sur des dodécasyllabes et des alexandrins, et expérimentaient avec des variantes introduites auparavant dans la poésie française de la deuxième moitié du XIXe siècle et dans le modernisme latino-américain. À cet égard, la section Íntimas apparaît sortir du rang, en ceci qu’elle est constituée seulement de sonnets hendécasyllabiques, type de vers peu employé dans les Poemas póstumos ; ce sont des poèmes d’amour, version raffinée des sonnets d’allure lugonienne contenus déjà dans Ofertorios galantes, et où Carriego en revient à la première personne, relatant des histoires de déconvenue amoureuse, et évoquant des moments solitaires de tristesse et de sereine résignation. Ces histoires, suavement cyniques, avec leur cortège de gondoles, de cygnes et d’alouettes, ne prennent pas pour décor le Buenos Aires des faubourgs, mais quelque lieu indistinct n’importe où au monde.
Dans les compositions des sections La canción del barrio, La costurerita que dio aquel mal paso et Interior, le sonnet continue de prévaloir, mais cette fois l’auteur fait appel à des vers de douze ou quatorze syllabes. Les poèmes sont de type résolument narratif, le lieu est toujours le faubourg, et Carriego utilise exclusivement la troisième personne ou la première personne du pluriel, allant ainsi jusqu’à renoncer à sa propre voix pour s’approprier celle de ses personnages.
La formule prosodique qu’avant de disparaître Carriego finit par adopter pour sa poésie s’appuyait sur l’art du format poétique bref et du court récit, sous la forme de sonnets à vers dodécasyllabiques et à alexandrins, destinés à raconter, dans leur brièveté et par le biais de cette structure donnée, une histoire de quartier soit à la troisième personne, soit au travers d’un « nous » — points de vue à la fois impersonnels et collectifs, devant lesquels ont à s’effacer désormais le moi et l’auto-représentation de la figure dolente du poète ; seuls à présent importent les souffrances des protagonistes, du reste quasiment tous féminins : la petite voisine aux yeux tristes, la fille qui a chuté ou celle qui a été abandonnée par son fiancé, la sœurette qui quitte la maison... Il n’importait pas de chanter la douleur, mais, comme le souligne l’essayiste Sergio Pastormerlo, de « raconter de façon directe la surface d’une histoire qui devait être immédiatement compréhensible et, à la fois, occulter un secret ».
Pour Carriego, la poésie était l’union entre parole et musique, union qu’il mentionnait explicitement dans ses poèmes, par des références musicales tirées du passé autant que du présent (le madrigal et le tango, notamment), et valant affirmation d’une poétique ‒ Carriego, en fait, était un auteur de chansons. Le critique littéraire Roberto Giusti remarquait en 1911 que le rythme des poèmes de Carriego semblait vouloir capter l’allure particulière du tango (« el andar del tango »).

### Influences
Le seul recueil publié de son vivant, Misas herejes, a été interprété par l’ensemble de la critique comme un livre d’initiation (c’est-à-dire de néophyte), empreint des notoires vacilations du Carriego débutant.
Leopoldo Lugones, qui était de loin l’écrivain le plus admiré, discuté et étudié par les jeunes qui s’essayaient alors à la poésie, fut aussi le principal modèle de Carriego. Il admira sans doute également, ainsi que le rappellent diverses anecdotes, la figure d’Almafuerte, célébrée elle aussi par les aspirants poètes. Carriego le sollicita de rédiger un prologue à Misas herejes, cependant Almafuerte négligea de l’écrire. Si certes le Carriego jeune reprit à son compte quelques-uns des thèmes et motifs de la poésie d’Almafuerte, Carriego était moins abstrait qu’Almafuerte, et plus attentif aussi aux questions formelles de la poésie ou de la chanson.

### Réception critique
Outre les hommages et nécrologies parues dans la presse, Carriego eut l’honneur d’être le sujet de deux longs essais, le premier en 1921, par l’essayiste et journaliste José Gabriel, et le second par l’écrivain Jorge Luis Borges, en 1930.

#### Essai de José Gabriel
Comme déjà indiqué, José Gabriel subdivisa l’œuvre de Carriago en deux parties, une première englobant Misas herejes moins la section El canción del barrio, et une deuxième comprenant cette dernière et les poèmes posthumes. Le Carriego première manière n’avait pas les faveurs de José Gabriel, et méritait selon lui de tomber dans l’oubli. La partie mauvaise de Carriego était selon José Gabriel contaminée de scories romantiques, renfermait des échos d’Almafuerte, contenait des poèmes d’amour à la manière de Lugones ou de Herrera y Reissig, et était entachée de « symbolisme », véritable fétichisme de la parole, puisque les mots avaient pour les symbolistes une fin en soi, une fin suprême, et qu’ils les divinisaient. José Gabriel s’est attelé à copier plusieurs des strophes les plus « abstruses » de Misas herejes pour les mettre en regard des compositions postérieures, « simples et réalistes », de  La canción del barrio . La partie bonne de Misas herejes se réduisait ainsi à une seulement de ses cinq sections, El alma del suburbio, dans les onze compositions de laquelle se faisait jour, selon José Gabriel, la poésie du « véritable » Carriego. Ce qui plaide pour cette thèse est le fait que Carriego avait fini, à la fin de sa brève carrière, par s’identifier aux thèmes de El Alma del suburbio, témoin les titres qu’il donnera à ses dernières œuvres, comme La canción del barrio.

#### Monographie de Jorge Luis Borges
Jorge Luis Borges, dont le père était un ami intime de Carriego, lui consacra en 1930 un essai d’une centaine de pages. D’accord avec José Gabriel, Borges distingue lui aussi deux manières dans l’œuvre poétique de Carriego, qui coexistent encore dans le recueil Misas herejes : la première manière, d’une part, celle des 27 « démonstrations inégales de versification, quelques-unes d’un bon style tragique, d’un ressentir délicat », mais dont le « reste est invisible », et d’autre part celle des « pages d’observation du faubourg », les dix poèmes « localistes » du recueil, « version poétique des confins de la ville », qui sont celles qui importent ; c’est dans ces derniers thèmes qu’heureusement Carriego s’ancrera par la suite, mais, regrette Borges, « son exigence d’émouvoir l’induit [parfois] dans une larmoyante esthétique socialiste » . S’il y a une « évidente distance entre l’impénétrable verbiage de compositions — plutôt de décompositions — comme Las últimas étapas, et la rectitude de ses bonnes pages ultérieures dans La canción del barrio », on aurait tort cependant, raisonne Borges, de voir dans les 27 poèmes de Misas herejes, en particulier dans leur parti pris de flou, l’influence de la poésie française et du symbolisme, car ce serait « méconnaître délibérément les intentions de Laforgue ou de Mallarmé » ; point n’est besoin d’aller en chercher l’origine aussi loin : à part le gongorisme de tradition hispanique, le « véritable géniteur » de ce métaphorisme et de ce relâchement des concepts était Rubén Darío.
Selon Borges, la nature de ces 27 compositions s’explique par deux éléments. D’abord par le fait que Misas herejes est un livre de débutant (« livre d’apprentissage »), ce dont découlent non pas sa maladresse, mais ces « deux coutumes : le fait de se délecter presque physiquement de certains mots déterminés — communément ceux resplendissant ou faisant autorité —, et la simple et ambitieuse détermination de définir pour la énième fois les faits éternels. Il n’est de versificateur débutant qui ne se lance dans une définition de la nuit, de la tempête, de l’appétit charnel, de la lune ». Carriego, écrit-il, tombe dans ces deux travers.
Le deuxième élément capable de « justifier ces inoffensives incontinences chez le poète attitré du faubourg » est, paradoxalement, que ces principes du premier Carriego sont également ceux du « faubourg, non dans le superficiel sens thématique où elles traitent de celui-ci, mais dans le sens substantiel que c’est ainsi que les faubourgs versifient. Les pauvres goûtent fort cette pauvre rhétorique, affection qu’habituellement ils ne vouent pas à leurs descriptions réalistes ». Borges note le paradoxe qu’« on conteste l’authenticité populaire d’un écrivain en vertu des seules pages de cet écrivain qui plaisent au peuple. Ce goût est par affinité : la verbosité, le défilé de termes abstraits, la sensiblerie, sont les stigmates de la versification banlieusarde, insoucieuse de quelque accent local que ce soit, sauf le gauchesque, intime de Joaquín Castellanos et d’Almafuerte, non des paroles de tango. [...] La grandiloquence abstraite est la sienne et c’est la matière que travaillent les chanteurs de rue. » Les 27 poèmes ne sacrifient donc pas à une tradition exogène, mais s’inscrivent bien dans la lignée criollo.
D’après Borges, les déterminants de la personnalité — psychologique et littéraire — de Carriego sont ses qualités de : criollo ; de banlieusard ; de pauvre ; de phtisique ; et d’admirateur d’Almafuerte.
D’abord, quant à sa qualité de criollo (c’est-à-dire d’Argentin de souche, d’ascendance hispanique et établi en Amérique depuis plusieurs générations, par opposition à gringo, étranger, pas seulement nord-américain) : Carriego était issu d’une vieille famille d’Entre Ríos. L’intonation typiquement entrerriano du criollisme, apparenté au criollisme de type oriental, « réunit le décoratif et l’impiété, à l’image des tigres. Il est batailleur, son symbole est la lance montonera des patriadas. Il est doux : une douceur étouffante et mortelle, une douceur sans pudeur ; il typifie les pages les plus belliqueuses de Leguizamón, d’Elías Regules et de Silva Valdés ». Carriego « connaissait par tradition ce criollisme romantique et l’amalgama au criollisme dépité des banlieues ». Aux raisons évidentes de son criollisme — lignage provincial et le fait de vivre en bordure de Buenos Aires —, il y a lieu d’ajouter une raison paradoxale : celle de « sa parcelle de sang italien, cristallisé dans le patronyme maternel Giorello », or : le criollismo du « criollo intégral est une fatalité, celui du métissé une décision, une conduite préférée et résolue ».
Sa pauvreté ensuite : « être pauvre implique une possession plus immédiate de la réalité, une confrontation au premier goùt âpre des choses : connaissance qui semble manquer aux riches, comme si tout leur parvenait filtré ». Selon Borges, Carriego « croyait avoir une dette vis-à-vis de son quartier pauvre », dette que « le style canaille de l’époque traduisait en rancœur, mais que lui sentirait comme une force ».
Le détermine également l’ambivalence du faubourg (notamment les paires antinomiques ville-campagne et « gringo-criolla ») et « l’irréalité des confins » (en l’espèce : le quartier de Palermo), qui, « plus subtile », dérive de leur caractère temporaire, de leur double allégeance à la « plaine des métayers ou équestre » et à la rue urbaine, de la « propension des hommes à se considérer de la campagne et de la ville, jamais comme des banlieusards » ; c’est dans cette « matière indécise » que Carriego « put travailler son œuvre ». Dans le cas d’Evaristo Carriego, écrit Borges, « nous devons postuler une action réciproque : le faubourg crée Carriego, et est recréé par lui. Sur Carriego influent le faubourg réel et le faubourg de Trejo et des milongas ; Carriego impose sa vision du faubourg ; cette vision modifie la réalité ».
Sa maladie : déterminant que Borges estime être « de la plus grande importance ». Il souligne que « la croyance générale » portait que « la tuberculose consumait Carriego ». Quand même sa famille s’acharnait à démentir cette idée, « trois considérations accréditent l’opinion générale de ses amis selon laquelle il mourut phtisique : la mobilité et vitalité inspirées caractérisant la conversation de Carriego, faveur possible d’un état fébril ; la figure, objet d’insistance obsessionnelle, de l’expectoration rouge ; la sollicitation urgente d’ovation. Lui se savait voué à la mort et sans autre immortalité que celle de ses paroles écrites ; d’où l’impatience de gloire ».
Enfin, cinquième déterminant, la « révélation de la capacité esthétique de la parole », qui s’opéra en lui, « comme dans presque tous les Argentins, par l’intermédiaire des afflictions et des extases d’Almafuerte », affinité « corroborée ensuite par l’amitié personnelle ».
Borges, citant Giusti (« Sa conversation évoquait les cours d’immeuble du voisinage, les plaintifs limonaires, les danses, les fêtes nocturnes, les caïds, les lieux de perdition, leur gibier de potence et d’hôpital. Hommes du centre-ville, nous l’écoutions enchantés, comme s’il nous contait des fables d’un pays lointain. »), s’attarde longuement sur le quartier de Palermo (qui était aussi celui de sa propre enfance), sur son histoire, sa genèse, son évolution, et sur sa situation et structure à l’époque de Carriego. À l’ouest, écrit-il, s’échelonnait le « corps désarticulé des parcelles de banlieue, loties brutalement », occupé ensuite par les terrains de vendeurs à l’encan, par des hangars, dépôts de charbon, arrière-cours, courées, salons de barbier, et enclos, en plus de quelque « jardin de faubourg, étranglé parmi des matériaux et des grillages, relique dégénérée et mutilée d’une grande demeure de campagne ». Vers le ponant s’étalait la misère gringa du quartier, sa nudité ; vers les confins avec Balvanera, c’est-à-dire vers l’est, dans la direction centripète, « abondaient les immeubles d’habitation, avec leur droite succession de cours, les immeubles jaunes et bruns, aux portes en forme d’arche — arche répétée en miroir dans l’autre vestibule — avec une délicate porte-grillage en fer. Quand les nuits impatientes d’octobre attiraient les personnes et les chaises sur le trottoir, et que les profondes maisons se laissaient voir jusqu’au fond, et qu’il y avait une lumière jaune dans les cours d’immeuble, la rue était confidentielle et légère, et les maisons creuses étaient comme des lanternes en enfilade », ce qui suscitait une « impression d’irréalité et de sérénité ». Du côté du ruisseau Maldonado, le « malfrat natif se raréfiait au bénéfice des Calabrais, gens avec lesquels nul ne souhaitait frayer, compte tenu de la dangereuse bonne mémoire de leur rancœur, de leur sournois coups de poignard à long terme ». Certes, au moment de la parution de La canción del barrio, « il ne restait plus, à part quelques passages, de rues non pavées », et le quartier était desservi par le tramway. Pour ce qui est de la musique, Borges insiste que le « tango n’est pas le son naturel des faubourgs ; il l’était des bordels, rien de plus ». Le genre musical qui incarne véritablement le faubourg, c’est « la milonga. Sa version courante est une salutation infinie, une cérémonieuse gestation de phraséologie obséquieuse, relatant parfois des crimes de sang, duels […], d’autres fois, il lui prend de simuler le thème de la destinée ».
Borges se penche sur ses « amitiés de quartier, dont il fut très riche » et dont la « plus opérante fut celle du caudillo Paredes, alors le patron de Palermo », amitié que Carriego sollicita à l’âge de 14 ans. Il y a dans El alma del suburbio un vers dans lequel semble « se répercuter la voix de Paredes, ce tonnerre fatigué et ennuyé des imprécations criollas ». Par l’intermédiaire de Paredes, Carriego connut la « gent de couteau » du district et la « fleur des réprouvés » (la flor de Dios te libre). Vestige de cette fréquentation sont les quelques dizains en lunfardo, que Carriego cependant « s’abstint de signer » et qui furent publiés sous pseudonyme.
Dans le chapitre consacré à Misas herejes, on remarque que quatre pages seulement sont vouées par Borges aux compositions de la première manière, six pages aux compositions réalistes. Ces dernières sont traitées une à une, dont entre autres El Alma del suburbio (« où nous pouvons écouter, enfin ! la voix de Carriego », et qui décrit la rue populaire à la tombée de la nuit, alors « transformée en cour d’immeuble », la « possession consolatrice des choses élémentaires qui restent aux pauvres : la magie conviviale des cartes à jouer, les rapports humains, l’orgue de barbarie avec sa habanera et son gringo, la fraîcheur espacée du discours, l’éternelle discutaillerie sans but, les thèmes de la chair et de la mort », sans oublier le tango, qui « se brisait avec diablerie et tintamarre par les trottoirs [...] »), La queja (littér. la Plainte, « prémonition fastidieuse de je ne sais combien de paroles fastidieuses de tango, une biographie de splendeur, de dissipation, de déclin et d’obscurité finale d’une femme publique »), Los perros del barrio (littér. les Chiens du quartier, « sourde réverbération d’Almafuerte »), enfin El guapo (poème dédié au guapo électoral alsiniste San Juan Moreira). Le guapo figure — avec notamment la cousette, qui, avec son « dépit organico-sentimental », séduit moins Borges — comme l’un des personnages type les plus importants du faubourg. À la fois caïd et gandin, le guapo « n’est pas un brigand ni une fripouille ni obligatoirement un rustaud ; il était la définition de Carriego [lui-même] : un dévot du courage (cultor del coraje). Un stoïcien, dans le meilleur des cas ; dans le pire, un professionnel du grabuge, un spécialiste de l’intimidation progressive, un vétéran dans l’art de gagner sans combattre ». De profession charretier, dresseur de chevaux ou boucher, son éducation s’est faite « à l’un quelconque des coins de rue de la ville », et il n’était « pas toujours un rebelle : le comité [électoral] le prenait à gages pour la crainte qu’il inspirait ou pour sa pugnacité, et lui dispensait sa protection. La police alors le ménageait ; en cas de désordre, le guapo se gardait bien de s’y laisser entraîner, et ne se rend sur les lieux qu’après coup ».
Dans le chapitre consacré à La canción del barrio, Borges commente un à un les quelques poèmes de sa prédilection (en particulier Has vuelto, et les poèmes d’allure narrative, comme El casamiento, « page d’humour la plus délibérée, évocation des nombreux traits infaillibles de toutes les petites fêtes pauvres », El velorio, La lluvia en la casa vieja) . Un bémol toutefois : il relève ce « misérabilisme de conversation » de Carriego, différent de la pauvreté telle que romancée en Europe, notamment par le naturalisme russe ; c’est ici « la pauvreté qui se fie à la loterie, au comité [électoral], aux influences, au jeu de cartes qui peut avoir son mystère, aux pronostics à modestes possibilités, aux recommandations, ou, faute d’autre raison plus circonstanciée et basse, à la pure espérance ». La « tare substantielle » de la Canción del barrio, écrit-il, est son « insistance sur la pure mortalité et infortune. Ses pages publient des disgrâces ; elles ont la seule gravité de la destinée brute, non moins incompréhensible pour leur auteur que pour celui qui les lit. Le mal ne les étonne pas, ils n’en cherchent pas l’origine ». Une « idée tordue » veut que cet étalage de misère « implique une généreuse bonté. Mais c’est bien plutôt une indélicatesse que cela implique. Certaines productions du recueil [...] ne relèvent pas de la littérature mais du délit ; elles sont un chantage sentimental délibéré, réductible à la formule : ‘je vous présente une souffrance ; si vous n’en êtes pas ému, c’est que vous êtes un sans-cœur’ ». La véritable vertu de l’œuvre posthume de Carriego sont selon Borges certains « raffinements de tendresse, inventions et pressentiments de tendresse, [rendus] avec précision ». Une autre vertu en est l’humour, qui suppose « un caractère délicat, la sympathique jouissance des faiblesses d’autrui, si indispensable dans l’exercice de l’amitié ». Cette innovation de l’humour, « si indispensable chez un poète de Buenos Aires », marque avec bonheur « quelques essais de poèmes narratifs ». Borges conclut : 

« Certaines de ces pages émouvront suffisamment nombre de générations argentines. Je crois qu’il fut le premier spectateur de nos quartiers pauvres et que pour l’histoire de notre poésie, c’est cela qui importe. Par premier, j’entends : le découvreur, l’inventeur. »

## Mythe et icône du tango
Le mythe de Carriego repose sur son mérite d’avoir découvert le quartier (barrio) et le faubourg (suburbio) ainsi que la vie quotidienne, et de les avoir hissés au rang de sujets poétiques à part entière. Sa participation à la vie littéraire bohème à laquelle s’adonnaient les jeunes écrivains de la première décennie du XXe siècle a contribué à renforcer la dimension mythique de sa figure. Sa consécration littéraire précoce fut suivie, et scellée, par sa mort prématurée. En publiant son essai Evaristo Carriego en 1930, Borges entérina et amplifia le mythe, et depuis lors le personnage borgésien prévaut presque sur le Carriego historique.
Le mythe de Carriego porte qu’il est celui qui découvrit et mit en valeur le barrio pauvre et la quotidienneté banale et tragique de ses personnages. Carriego débuta dans la manière moderniste, avec tous ses exotismes, en tournant le dos à la littérature nationale appelée de ses vœux par une partie du public argentin, puis fit volte-face et se mit à produire de la poésie à partir de ce qu’il y a de plus immédiat. De la sorte, il s’était mué en poète des humbles, des marges, du quartier de Palermo, du tango, des banlieues italo-criollas en cours d’extinction.